# 5e Unité de la police militaire
La 5e Unité de la police militaire est une unité de la force régulière des Forces canadiennes basée à Montréal au Québec et assignée au 5e Groupe de Soutien de Secteur.